# Inermoleiopus roseofasciatus
Inermoleiopus roseofasciatus är en skalbaggsart som beskrevs av Stefan von Breuning 1973. Inermoleiopus roseofasciatus ingår i släktet Inermoleiopus och familjen långhorningar.
Artens utbredningsområde är Ghana. Inga underarter finns listade i Catalogue of Life.